# Pélobate cultripède
Pelobates cultripes
Espèce
Synonymes
- Rana cultripes Cuvier, 1829
- Rana calcarata Michahelles, 1830
- Cultripes provincialis Müller, 1832

Statut de conservation UICN

 NT  : Quasi menacé
Le pélobate cultripède, Pelobates cultripes, ou pélobate à couteaux,  est une espèce d'amphibiens de la famille des Pelobatidae.

## Description

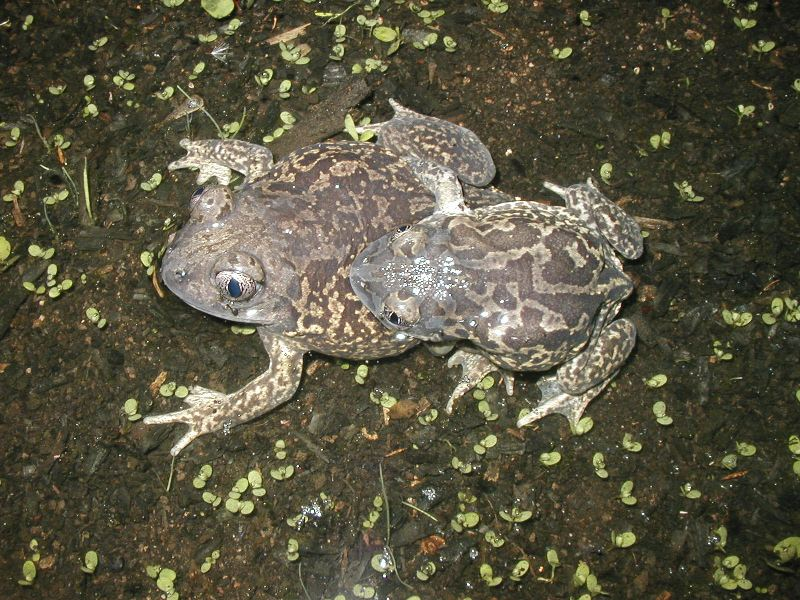
Reproduction (Massif des Maures, France)

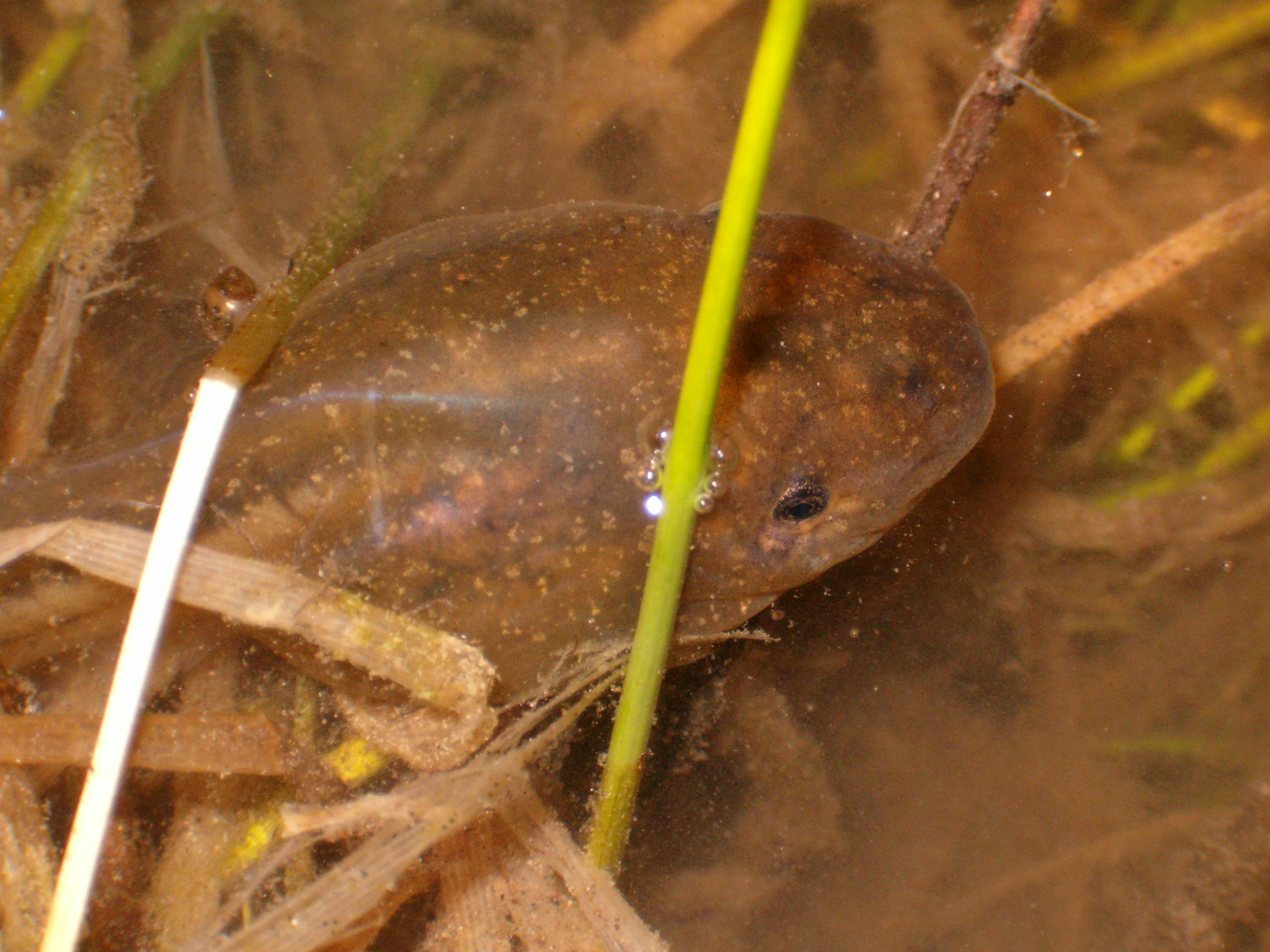
Têtard

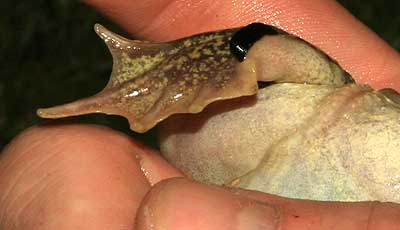
Couteaux sur patte postérieure d'un adulte

Le Pélobate cultripède est un anoure nocturne de taille moyenne mesurant entre 7 et 9 cm. Son caractère distinctif principal est la présence d’un tubercule métatarsien noir sur ses pattes postérieures, appelés couteaux, lui permettant de s'enfouir dans le sol. Leur robe de couleur jaune-verdâtre est tachée de brun selon un motif propre à chaque individu. Le ventre est de couleur crème. L'œil est saillant, la pupille verticale et l'iris a un aspect doré. Le museau est busqué, comme tronqué. Le chant du mâle est proche du gloussement d'une poule. Ce sont des amphibiens inconfondables car même s’il y a de fortes similitudes avec le Pélobate brun (Pelobates fuscus) leurs aires de répartition ne se recoupent pas.

## Répartition
Cette espèce est endémique du Sud-Ouest de l'Europe. Elle se rencontre jusqu'à  1 770 m d'altitude, :
- en Espagne ;
- au Portugal ;
- en France dans les régions bordant la Méditerranée et dans l'Ouest.

Elle est éteinte de Gibraltar.

## Habitat
Son milieu de vie est situé le plus souvent sur des sols meubles ou sableux avec peu de végétation tel que les milieux dunaires.

## Reproduction et développement larvaire
La période classique de reproduction s'étend de la fin février à début mai. Il ne se reproduit qu'une fois par an.
En conditions méditerranéennes, il peut aussi se reproduire dès que les pluies d'automne remettent les mares temporaires en eau de septembre à novembre. Les têtards issus de ces pontes passent l'hiver dans l'eau et ne se métamorphosent qu'en fin de printemps, atteignant des tailles respectables.

## Menaces
L'espèce est menacée surtout par la perte de ses habitats terrestres (notamment par la fermeture des milieux) ou aquatiques à cause de l'urbanisation massive des zones littorales.
Cette espèce fait partie de la liste des espèces protégées au titre des articles L411 1 et 2 du code de l'environnement français. Ainsi, la destruction ou l’enlèvement des œufs ou des nids, la destruction, la mutilation, la capture et la naturalisation des spécimens sont interdits. Il est également protégé au titre de l'annexe IV de la Directive Habitats Faune Flore.

## Publication originale
- Cuvier, 1829 : Le Règne Animal Distribué, d'après son Organisation, pour servir de base à l'Histoire naturelle des Animaux et d'introduction à l'Anatomie Comparé. Nouvelle Edition [second edition]. Vol. 2. Les Reptiles. Déterville, Paris, p. 1-406 (texte intégral).